# イナゴの日
『イナゴの日』（イナゴのひ、原題: The Day of the Locust）は、アメリカの作家ナサニエル・ウェストの1939年の小説および、これを原作とする1975年制作のアメリカ映画。ジョン・シュレシンジャー監督。
1930年代のハリウッドの裏側を描いた小説で、タイトルの意味はクライマックスで明らかとなる。
『いなごの日／クール・ミリオン　ナサニエル・ウエスト傑作選』（柴田元幸訳、新潮文庫・村上柴田翻訳堂、2017）がある。
主演はドナルド・サザーランドとクレジットされているが、42分経過するまで登場せず、ウィリアム・アザートン扮するトッドとカレン・ブラック扮するフェイが実質的な主人公となっている。

## あらすじ
1938年のハリウッド。東部の大学を卒業し、大手映画会社の美術部に就職したトッドとエキストラとして働くフェイ、陰気な経理事務員ホーマーが、周囲の人間も巻き込んで様々な人間模様を繰り広げる。

## キャスト
| 役名             | 俳優                         | 日本語吹替                                                |
| 役名             | 俳優                         | テレビ朝日版                                              |
| ---------------- | ---------------------------- | --------------------------------------------------------- |
| ホーマー         | ドナルド・サザーランド       | 石田太郎                                                  |
| フェイ           | カレン・ブラック             | 弥永和子                                                  |
| トッド           | ウィリアム・アザートン       | 田中秀幸                                                  |
| ハリー           | バージェス・メレディス       | 千葉順二                                                  |
| ビッグ・シスター | ジェラルディン・ペイジ       |                                                           |
| クロード         | リチャード・ダイサート       | 岸野一彦                                                  |
| アール           | ボー・ホプキンス             | 大塚芳忠                                                  |
| ミゲル           | ペペ・セルナ                 | 千葉繁                                                    |
| ネッド           | ジョン・ヒラーマン           | 塚田正昭                                                  |
| エイブ           | ビリー・バーティ             |                                                           |
| アドール         | ジャッキー・アール・ヘイリー |                                                           |
|                  |                              |                                                           |
| 演出             | 演出                         | 河村常平                                                  |
| 翻訳             | 翻訳                         | 岩佐幸子                                                  |
| 効果             |                              |                                                           |
| 調整             |                              |                                                           |
| 制作             | 制作                         | 東北新社                                                  |
| 解説             |                              |                                                           |
| 初回放送         | 初回放送                     | 1982年10月9日 『ウィークエンドシアター』 (24：05～26：30) |

※日本語吹替はDVD収録